# Kim Thompson

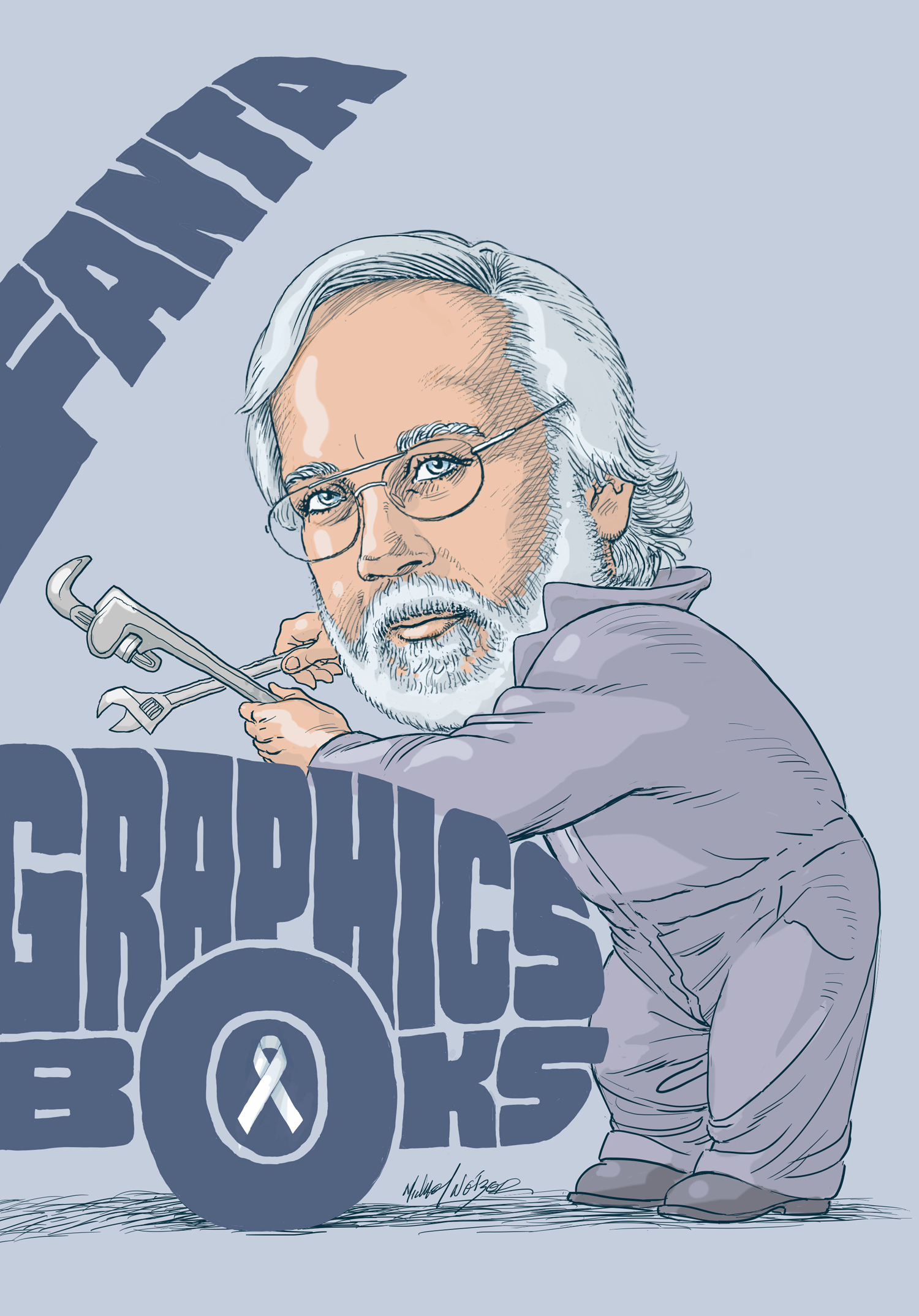
Thompson afgebeeld in een cartoon

Kim Thompson (Kopenhagen, 25 september 1956 - 19 juni 2013) was een Deens-Amerikaanse stripjournalist en uitgever. Hij was medeoprichter van de Amerikaanse stripuitgeverij Fantagraphics.

## Biografie
Thompson groeide op in Denemarken, Duitsland en Frankrijk en groeide op met Europese strips en Amerikaanse strips. Hij werkte ook mee aan amateurstripblaadjes. In 1977 verhuisde hij met zijn ouders naar de Verenigde Staten. Hij werd er een medewerker en in 1978 mede-eigenaar van The Comics Journal, een tijdschrift over strips. In 1981 stond hij mee aan de wieg van stripuitgeverij Fantagraphics, dat aanvankelijk alternatieve Amerikaanse comics uitbracht, maar vanaf 1983, en dit op aansturen van Thompson, ook Engelse vertalingen van Europese strips. Tussen 1982 en 1992 was hij redacteur van het stripblad Amazing Heroes. Verder werkte hij aan Critters dat tussen 1985 en 1990 werk van verschillende stripauteurs verzamelde, en tussen 1995 en 2000 aan Zero Zero, verzamelingen van alternatieve strips. Hij stierf in 2013 ten gevolge van kanker.

## Betekenis
Thompson ondersteunde de doorbraak van alternatieve, Engelstalige stripauteurs zoals Joe Sacco, Stan Sakai en Chris Ware. En via zijn vertalingen bracht hij de Amerikaanse lezers in contact met zowel klassieke (Maurice Tillieux) als hedendaagse, Europese stripmakers (Hermann, Jacques Tardi, Jason).
- Bibliothèque nationale de France: cb14439172b (data)
- Gemeinsame Normdatei: 1102160717
- International Standard Name Identifier: 0000 0001 1718 0501
- Library of Congress Control Number: no2011042940
- Bibliotheek van het Japanse parlement: 01103960
- Nationale Bibliotheek van Tsjechië: xx0086165
- Nationale Bibliotheek van Israël: 987012500858505171
- Nederlandse Thesaurus van Auteursnamen: 194309207
- Système universitaire de documentation: 114351457
- Virtual International Authority File: 37216579
- WorldCat: E39PBJvhmBJ4Jf7MmhTfRtTrbd